# Acylochilus curvidens
Acylochilus curvidens är en skalbaggsart som beskrevs av Ohaus 1910. Acylochilus curvidens ingår i släktet Acylochilus och familjen Melolonthidae. Inga underarter finns listade i Catalogue of Life.